# Dansk Film-Avis nr. 673 A
Dansk Film-Avis nr. 673 A er en dansk Ugerevy med dokumentariske optagelse fra 1944. Filmene blev produceret af UFA film A/S, der var ejet af det tyske UFA, der var ejet af den tyske stat.
Den dansk producerede Dansk Film-Avis var en nazistisk ugerevy og udkom i årene 1941-1945. Den bestod typisk af tre dele: dansk stof, optaget af danske kameramænd, tysk stof fra Tyskland og reportager fra fronten, produceret af Deutsche Wochenschau.

## Handling
1) Børn fra Unges Idræt ankommer med m/s "Margrethe" til Orø ved Holbæk og marcherer til teltlejren. 600 drenge og piger deltager - der skal meget mad til.

2) Den 80-årige komponist Richard Strauss (1864-1949) dirigerer Wiener Philharmonikerne i sit værk "Till Eulenspiegels lustige Streiche".

3) Bisættelse fra Notre Dame i Paris af den franske statssekretær for information, Philippe Henriot, der blev snigmyrdet 28. juni 1944 af den franske modstandsbevægelse. Henriot var minister i den pro-nazistiske Vichy-regering. Modstandsbevægelsen gav ham øgenavnet 'den franske Goebbels'.

4) I Paris tages en ny militsdivision i ed. Efter eden marcherer soldaterne til Den Ukendte Soldats Grav under Triumfbuen.

5) En tysk enmands-torpedo sættes i vandet fra et skib. Torpedoen ses i vandoverfladen. En marinesoldat dekoreres med Ridderkorset, og andre tyske marinesoldater, der har sænket de allieredes krigsskibe, dekoreres med det tyske kors i guld.

6) Tyske piloter og krigsfly på landjorden samt tyske krigsfly i luften. Pilot i cockpit, fly beskydes, og fly falder til jorden.